# Helmut Kaltenhauser

Helmut Kaltenhauser 2019

Helmut Kaltenhauser (* 28. Juli 1961 in Töging am Inn) ist ein deutscher Mathematiker und Politiker der Freien Demokratischen Partei (FDP). Von 2018 bis 2023 war er Mitglied des Bayerischen Landtags.

## Leben
Kaltenhauser ist studierter Mathematiker und war bei einer Landesbank über Jahre im Rechnungswesen beschäftigt. Er ist Mitglied der Freien Demokratischen Partei. Bei der bayerischen Landtagswahl 2018 kandidierte er als Stimmkreisabgeordneter im Stimmkreis Aschaffenburg-Ost und auf Listenplatz 1 der FDP in Unterfranken. Als Abgeordneter gelang ihm der Einzug in den Bayerischen Landtag. Dort war er Mitglied des Ausschusses für Staatshaushalt und Finanzfragen. Zudem war er Mitglied in der Datenschutzkommission und in der Kontrollkommission BayernFonds sowie im Untersuchungsausschuss Maske. Bei der Landtagswahl 2023 erreichte er – wie seine Partei insgesamt – kein erneutes Mandat. 
Kaltenhauser ist Vize-Präsident des Maintal-Sängerbundes und war von 2022 bis 2024 Präsident des Bayerischen Musikrats.
Er ist verheiratet und hat zwei Töchter.